# 3782 Celle
3782 Celle este un asteroid din centura principală, descoperit pe 3 octombrie 1986 de Poul Jensen.